# Межигірці
Межигі́рці — село Івано-Франківського району Івано-Франківської області. Входить до складу Дубовецької сільської громади.

## Розташування
Село, колишній центр сільради. Розташоване над річкою Бибелькою — лівою притокою Дністра, за 6 км на схід від Галича. Дорога місцевого значення з'єднує населений пункт із Медухою та Тустанню. Назви частин села: Долина, Кут, Середина.
На 1 січня 2001 р. в Межигірцях проживало 640 осіб, налічувалося 216 дворів. Типові прізвища жителів: Вирста, Городецький, Засідько, Зіньковський, Кернякевич, Леочко, Сачовський.

## Топоніміка
Назва села, найімовірніше, походить від його розташування між пагорбами, які тут називають «гірками». Довколишня місцевість дійсно досить горбиста.

## Історія
Вперше згадується в документі короля Владислава II Ягайла від 23 лютого 1431 р., в якому зазначається, що король надав Яну з Конєцполя містечко Бощ (сучасний Куликів) та села Збоїська, Милятин і Межигірці, як винагороду за багатолітню службу і як заставу за позичені 300 гривень. 
Також згадується 5 травня 1438 року у протоколах галицького суду. 28 травня 1466 р. львівський архієпископ Григорій з Сянока подарував Петрові з Добієва села Межигірці та Семиківці.
Територія Межигірців заселилася ще в добу палеоліту (150-11 тис. до н. е.). Не виключено, що населений пункт бере початок від якогось давнього замку чи монастиря, як про те свідчать різноманітні джерела.
Польський історик Сярчинський зазначає: «Одне місце в цьому селі зветься Замчиськом, а друге — Монастирем. До нинішнього дня у Замчиську не залишилось жодних слідів забудови, а значить, замок, що був тут колись, був дерев'яний. Місце яке зветься Монастирем, насправді є печерою в пасмі узгір'я, що тягнеться вздовж Дністра від Бурштина і далі на Маріямпіль та є легко доступним тільки з півдня. Давній грот (печера в скелі) зберігає очевидні сліди обробки людською рукою і оздоблений алебастром, мармуром та гіпсом. Назва та перекази також підтверджують думку, що тут був давній монастир українських ченців. Ще дотепер там, де знаходився монастир, в урочищі Скала зберігається величезний камінь з рівнею поверхнею, який серед простого люду називають „БОЖИЙ ТІК“. У легенді розповідається, що на Великдень там дзвонять рахмани, а звуки цих дзвонів можна почути, приклавши вухо до того каменя. Межигірська чернеча обитель виконувала й оборонні функції. Є відомості, що під час ворожих нападів тут переховувалися галицькі єпископи».
У середині серпня 1943 року гітлерівці одержали інформацію про те, що в селі перебуває група стрільців УНС (30 осіб). Розпочалася облава. Після короткочасного бою оточені націоналісти здійснили прорив. 20 осіб вирвалося, а 10 загинуло.

### Греко-католицька церква св. Параскеви в с. Межигірці
Церкву в селі Межигірці збудували в 1892 р. (за іншими даними — в 1896 р.). Була парафіяльною. Церква в користуванні громади УГКЦ.
Будівля знаходиться в північно-західній частині села, на вершині пагорба, в оточенні дерев. Хрещата в плані одноверха церква, поставлена на підмурівок з кам'яних блоків. По центрі розташована квадратова в плані нава, до якої прилягають: зі сходу рівноширокий прямокутний вівтар з прибудованими ризницями, з півночі і півдня — також рівноширокі прямокутні бічні рамена, а з заходу — прямокутний бабинець з прибудованим по осі маленьким присінком. Крім входу до церкви через нього існує бічний вхід в південній стіні південного рамена нави.
Будівлю опоясує широке піддашшя, яке підтримують довгі випусти вінців зрубів. Під опасанням стіни збережені з відкритих брусів зрубу, над опасанням — шальовані вертикально дошками. Четверик нави завершує світловий восьмерик, вкритий наметовим верхом з ліхтарем і маківкою. Такі ж маківки на восьмибічних основах посаджені на всіх кутах четверика нави, а також на краях гребенів двосхилих причілкових дахів бабинця, бічних рамен, вівтаря і присінку. Дерев'яна квадратова в плані триярусна дзвіниця розташована з південно-східної сторони від церкви. З її пірамідального даху виростає низький восьмерик вкритий приземистою банею з маківкою на вершині.

## Населення

### Мова
Розподіл населення за рідною мовою за даними перепису 2001 року:
| Мова       | Кількість | Відсоток |
| ---------- | --------- | -------- |
| українська | 637       | 100%     |

## Відомі люди
- Галюк Степан (нар. 1944 р.) — заступник директора банку «Прикарпаття»
- Жовкевич Петро Прокопович (29.06.1952 р.)
- Гева Михайло (07.11.1905 — 05.09.1941) — магістр філософії. Закінчив Львівський університет. Володів більш як 9 іноземними мовами. Був директором Золочівської гімназії. Після проголошення Акту відновлення незалежності Української держави (30.06.1941) став першим начальником української поліції у Станіславові. Розстріляний гестапівцями за те, що звільнив заарештованого першого секретаря підпільного обкому КП(б)У Юхима Безкровного, колишнього колегу по роботі.
- Городецький Кость Андрійович (1921—1946) — надрайоний референт СБ ОУН. Закінчив Станіславську гімназію. Загинув від рук енкаведистів.
- Городецький Михайло Григорович (нар. 31.01.1940 р.) — заступник директора банку «Україна» в Івано-Франківську. Закінчив Івано-Франківський педагогічний (1971) та Тернопільський фінансово-економічний інститути.
- Куцій Михайло (1911—1941) — один із засновників ОУН у селі та районний провідник. Заарештований енкаведистами 26 квітня 1941 р. Подальша доля невідома.
- Сачевський Степан Федорович (нар. в 1958 р.) — полковник, командир (з 30.04.95р. по 20.12.96р.) 9-ї окремої змішаної морської авіаційної ескадрильї авіації ВМС України, смт. Новофедорівка Сакського району. Першим у своїй частині склав присягу на вірність народові України.
- Сочовський Іван (1923—1949) — референт пропаганди повітового проводу ОУН (з 1943 р.). Загинув у бою з енкаведистами в рідному селі.
- Сочовський Федір (20.03.1927 — 28.03.1991) — завідувач Рогатинського району, директор Черченської школи, автор незавершеної історії рідного села, що залишилася в рукописі.

## Примітки

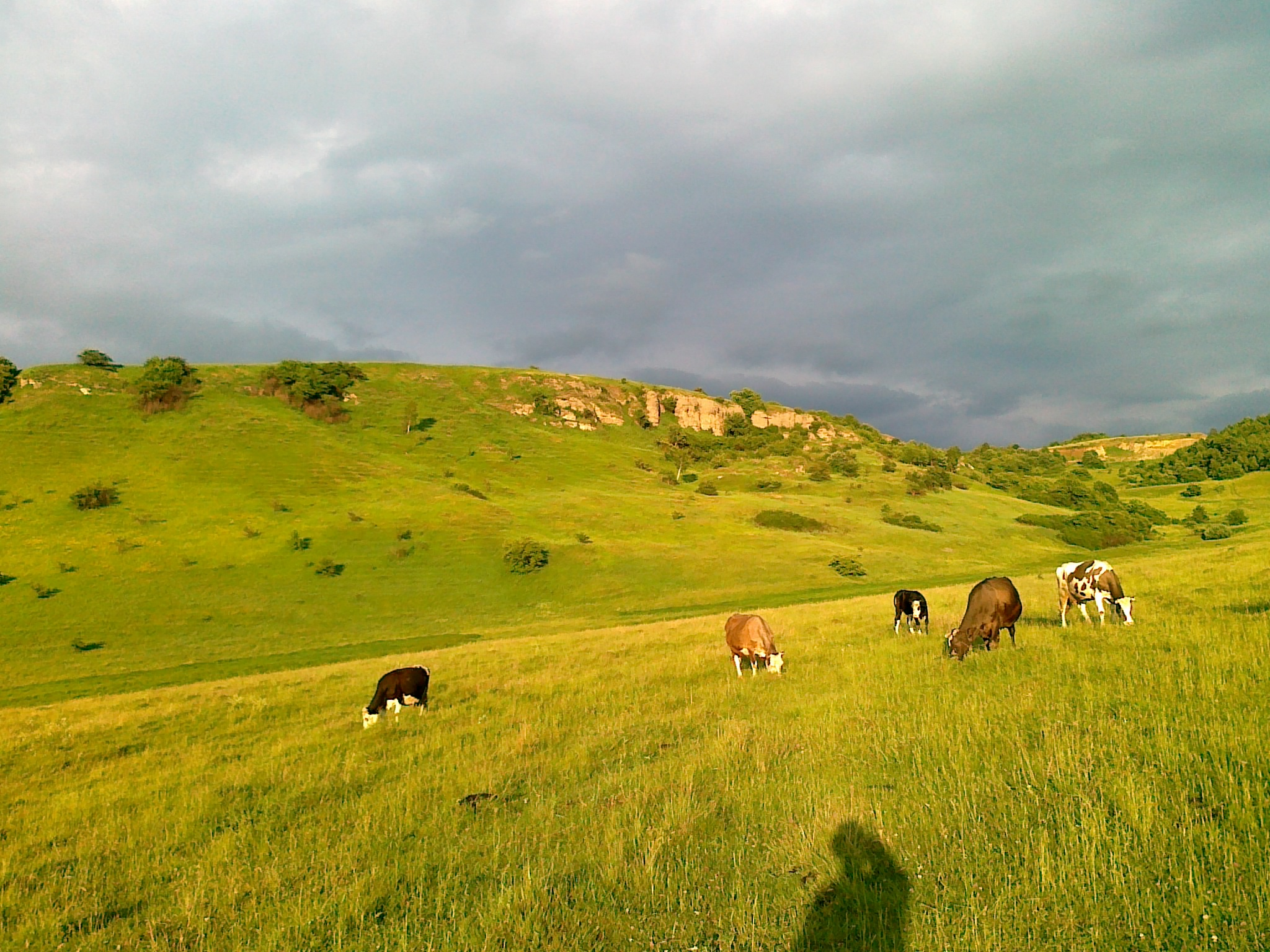